# Hồng Hà, thành phố Yên Bái
Hồng Hà là một phường cũ thuộc thành phố Yên Bái cũ, tỉnh Yên Bái cũ, Việt Nam.

## Địa lý
Phường Hồng Hà nằm ở bờ bắc sông Hồng có vị trí địa lý:
- Phía đông giáp phường Nguyễn Thái Học
- Phía tây giáp phường Hợp Minh và xã Âu Lâu
- Phía nam giáp phường Hợp Minh và xã Giới Phiên
- Phía bắc giáp phường Nam Cường và xã Tuy Lộc.

Phường Hồng Hà có diện tích 2,51 km², dân số năm 2022 là 16.691 người, mật độ dân số đạt 6.649 người/km².

## Lịch sử
Sau năm 1975, Hồng Hà là một phường thuộc thị xã Yên Bái.
Ngày 6 tháng 6 năm 1988, Hội đồng Bộ trưởng ban hành Quyết định số 101-HĐBT về việc thành lập phường Nguyễn Phúc trên cơ sở 30 tổ dân phố (từ tổ 1 đến tổ 30) và 7.020 nhân khẩu của phường Hồng Hà (phường được đặt theo tên của nhà cách mạng Nguyễn Văn Phúc (1903–1946)).
Phường Hồng Hà có 41 tổ dân phố (từ tổ 1 đến tổ 41) và 9.270 nhân khẩu.
Ngày 11 tháng 1 năm 2002, Thủ tướng Chính phủ ban hành Nghị định số 05/2002/NĐ-CP về việc thành lập thành phố Yên Bái thuộc tỉnh Yên Bái. Phường Hồng Hà và phường Nguyễn Phúc trực thuộc thành phố Yên Bái.
Ngày 24 tháng 10 năm 2024, Ủy ban Thường vụ Quốc hội ban hành Nghị quyết số 1239/NQ-UBTVQH15 về việc sắp xếp đơn vị hành chính cấp xã của tỉnh Yên Bái giai đoạn 2023 – 2025 (nghị quyết có hiệu lực từ ngày 1 tháng 12 năm 2024). Theo đó, sáp nhập toàn bộ 1,42 km² diện tích tự nhiên và quy mô dân số là 7.633 người của phường Nguyễn Phúc vào phường Hồng Hà.
Phường Hồng Hà có 2,51 km² diện tích tự nhiên và quy mô dân số là 16.691 người.
Ngày 16 tháng 6 năm 2025, Ủy ban Thường vụ Quốc hội ban hành Nghị quyết số 1673/NQ-UBTVQH15 về việc sắp xếp các đơn vị hành chính cấp xã của tỉnh Lào Cai năm 2025. Theo đó, sắp xếp toàn bộ diện tích tự nhiên, quy mô dân số của phường Đồng Tâm, phường Yên Ninh, phường Minh Tân, phường Nguyễn Thái Học, phường Hồng Hà thành phường mới có tên gọi là phường Yên Bái.